# Pokrovka, Kompaniivka
Pokrovka (în ucraineană Покровка) este un sat în comuna Sofiivka din raionul Kompaniivka, regiunea Kirovohrad, Ucraina.

## Demografie
Componența lingvistică a localității Pokrovka
     Ucraineană (94,32%)
     Rusă (2,27%)
     Română (2,27%)
     Belarusă (1,14%)
Conform recensământului din 2001, majoritatea populației localității Pokrovka era vorbitoare de ucraineană (94,32%), existând în minoritate și vorbitori de rusă (2,27%), română (2,27%) și belarusă (1,14%).